# Mart Võrklaev
Mart Võrklaev est un homme politique estonien.

## Biographie
Mart Võrklaev est né le 30 mai 1984 à Tallinn.
Depuis 2009, il est membre du parti de la réforme d'Estonie.

## Vie privée
Mart Võrklaev est marié et a deux fils.